# Пењон де Велез де ла Гомера
Пењон де Велез де ла Гомера (шп. Peñón de Vélez de la Gomera) је суверена територија Шпаније која се налази у близини обале Марока. Удаљена је око 120 километара од Сеуте и представља стеновито острво са утврђењем, које је од 1934. године услед снажне олује спојено пешчаним спрудом са копном и претворено у полуострво. Захвата површину од приближно два хектара. Дугачко је четири стотине, а широко сто метара.
Од 1496. године острво је било под управом Португала, да би од 1578. пало под власт Шпаније. Шпанци су неколико пута губили и враћали суверенитет над овом тврђавом (1564, 1680, 1755 и 1790), да би 1871. коначно била донета одлука о укидању војног присуства услед губљења на значају ове тврђаве. Данас се на острву налази свега неколико војника.